# Marcel Desrousseaux
Pour les articles homonymes, voir Desrousseaux.
Marcel Desrousseaux, né le 13 décembre 1907 à Tourcoing (Nord) et décédé le 3 juillet 1974 à Roubaix (Nord), est un footballeur français évoluant au poste de milieu de terrain, ainsi qu'un entraîneur de football.

## Carrière
Dès 1926, Marcel Desrousseaux évolue à l'US Tourcoing. De son jeune âge, il figure déjà dans le onze de départ de l'UST qui est défait par 4 buts à 2 par l'Olympique de Marseille lors de la Coupe de France 1926,, et marque l'un des deux buts tourquennois. Le 20 mai 1928, il est vice-champion de France, Tourcoing étant battu en finale par le Stade français.
En 1933, il rejoint l'Excelsior AC Roubaix. En 1935, il connaît sa première  sélection en équipe de France de football. Il affronte sous le maillot bleu lors d'un match amical l'équipe de Suisse de football le 27 octobre 1935. Les Suisses s'imposent sur le score de 2-1.
Sa deuxième et dernière sélection a lieu le 10 octobre 1937, toujours contre la Suisse, les Bleus gagnant cette fois-ci 2-1,. Il prend sa retraite sportive en 1944, après avoir passé onze ans à l'Excelsior. Il est ensuite entraîneur du CO Roubaix-Tourcoing de janvier 1953 à janvier 1955, succédant à Julien Darui.